# New York Connecting Railroad
Le New York Connecting Railroad (sigle AAR : NYCN) ou NYCR, est une ligne ferroviaire dans l'arrondissement du Queens à New York. Achevée en 1916, cette ligne permet de rattacher Long Island et New York au continent nord-américain. Elle relie le dépôt de Fresh Pond Yard de Glendale au Hell Gate Bridge. L'Amtrak, le CSX, le Canadien Pacifique, le Providence and Worcester Railroad et le New York and Atlantic Railway utilisent actuellement cette ligne. La ligne située au sud de Sunnyside Junction appartient à CSX, tandis que celle située au nord appartient à l'Amtrak qui traverse ensuite le Bronx pour rejoindre le Northeast Corridor permettant d'atteindre Boston.

## Histoire

### Les origines
Cette ligne desservant le Queens et le Bronx, fut inaugurée le 9 mars 1917 par Samuel Rea et Gustav Lindenthal. Elle relie Long Island au Fresh Pond Yard de Glendale grâce au Hell Gate Bridge qui fut achevé en 1916. Le service voyageur débuta le 1er avril avec le Federal Express et deux autres trains locaux. Le Colonial Express commença à utiliser la ligne le 30 avril, et le premier accident eut lieu dès le 20 août. Le transport direct des marchandises vers le quartier de Bay Ridge dans l'arrondissement de Brooklyn débuta le 17 janvier 1918. La ligne fut achevée le 7 août 1918.

### Description de la ligne
La ligne de 5,2 km commence du pont de Hell Gate Bridge enjambant l'East River. Ce pont présente une portée principale de 310 m. La ligne se poursuit au sud sur un long viaduc enjambant Astoria Park, diverses rues et un grand axe routier constitué par la réunion du Brooklyn Queens Expressway (Interstate 278) et du Grand Central Parkway. La ligne arrive ensuite sur un remblai, où se trouve la bifurcation de Sunnyside Junction de l'Amtrak. Grâce à une portion totalement refaite en 2002, la ligne longe quelques instants l'interstate 278 (Brooklyn Queens Expressway) sur son côté ouest avant de passer à l'est. La ligne redescend au niveau du sol pour ensuite arriver dans la tranchée de la section de l'Elmhurst permettant de passer sous plusieurs rues. La ligne reprend de la hauteur : un viaduc en béton permet de passer sur le Queens Boulevard, tandis que d'autres ponts permettent le franchissement de 2 lignes ferroviaires et de 2 routes. La ligne descend à nouveau dans une tranchée pour passer sous les 10 voies de l'Interstae 495 (Long Island Expressway), longer plusieurs cimetières, pour finalement arriver au Fresh Pond Yard. C'est le principal entrepôt de marchandises qui dessert New York et Long Island. Les bureaux du New York & Atlantic Railway y sont situés. C'est aussi l'endroit où le CSX et le CP échangent des marchandises avec le New York & Atlantic. La ligne continue vers le sud comme l'embranchement Bay Ridge Branch du Long Island Railroad (LIRR).
La ligne est à trois voies au nord de Sunnyside Junction, et à une ou deux voies au sud.

### Les compagnies utilisatrice du NYCN
L'Amtrak, le CSX, le Canadien Pacifique, le New York & Atlantic Railway, le Providence & Worcester Railroad, et le Metro-North Railroad utilisent actuellement la ligne.
L'Amtrak, qui entretient le pont, utilise la section nord de la ligne à partir de Sunnyside Junction (sur la section Woodside du Queens) jusqu'au Hell Gate Bridge, puis continue vers le Bronx pour partir en direction de Boston, Massachusetts.
Le CSX et le CP desservent la ligne 1 à 2 fois par jour; le CP utilisant le Oak Point Link. Le Providence & Worcester assure un service en été.
Le Metro-North passe une fois par jour sur le pont.
Le NYCN permet aussi de relier New York et Long Island au continent nord-américain.
Actuellement, l'Amtrak possède la ligne située au nord de Sunnyside Junction, ce qui inclut le pont du Hell Gate Railroad; cette portion fait partie du Northeast Corridor, ligne entièrement électrifiée reliant Washington à Boston. Par contre, au sud de Sunnyside Junction, la ligne appartient au CSX.

## L'histoire du Hell Gate Bridge
Le pont fut étudié dès les années 1900 pour connecter le réseau du Pennsylvania Railroad (PRR) et celui du New York, New Haven and Hartford Railroad (NH), permettant de relier New York à la Nouvelle-Angleterre.
La construction fut supervisée par Gustav Lindenthal. Le pont en lui-même était constitué par une arche métallique d'une portée de 310 m, dont le tablier se trouvait à 41 m au-dessus de l'East River, appelée aussi Hell Gate. Aux extrémités de l'arche se trouvaient deux tours en maçonnerie. Les piliers prévus pour supporter les longues rampes d'accès devaient être en treillis métalliques. Mais ils furent remplacés par des piles en béton car la ligne passait au-dessus des îles de Ward et de Randall sur lesquelles se trouvaient des asiles dont les pensionnaires auraient pu escalader les croisillons pour s'échapper. La longueur totale de l'ouvrage, rampes et pont, mesurait 2,735 km. La conception était si précise que quand la dernière section de l'arche fut mise en place, l'ajustage requis ne faisait pas plus de 1,25 cm. Le pont fut achevé le 30 septembre 1916.
Il fut le plus long pont à arche métallique au monde, jusqu'à l'ouverture du pont de Bayonne en 1931, qui fut à son tour surpassé par le Sydney Harbour Bridge en 1932. Le Hell Gate est parallèle au pont Robert F. Kennedy (Triborough Bridge).
Le pont, d'une largeur de 30,5 m, supportait 4 voies : 2 pour les voyageurs et 2 pour les marchandises. Dans les années 1970, une des voies de marchandises fut abandonnée. Les voies de voyageurs furent électrifiées en 1917, et celles de marchandises de 1927 à 1969; la caténaire apportait un courant de 11 000 V à 25 Hz, qui était la norme en vigueur au PRR et NH.
En 1996, le pont reçut sa première grande rénovation en 80 ans de service. Il fut repeint en un rouge sombre naturel appelé "Hell Gate Red".

## Lien référence
- (en) « PRR Chronology »

## Traduction
- (en) Cet article est partiellement ou en totalité issu de l’article de Wikipédia en anglais intitulé « New York Connecting Railroad » (voir la liste des auteurs).